# Olive Ann Beech
Olive Ann Beech (Waverly, 25 settembre 1904 – Wichita, 6 luglio 1993) è stata un'imprenditrice statunitense, pioniera dell'industria aeronautica. Era soprannominata "the First Lady of Aviation".

## Biografia

### Infanzia e gioventù
Nata col nome Olive Ann Mellor a Waverly, piccolo centro del Kansas,
era la più giovane delle quattro figlie di Suzanne Miller a Frank B. Mellor. Gli antenati della madre e del padre erano emigrati dall'Inghilterra negli stati Uniti tra il 1795 e il 1804.
Olive Ann passò la maggior parte della sua infanzia nel vicino centro agricolo di Paola (Kansas) dove il padre era falegname e imprenditore edile. La madre si prendeva cura dei bambini senza genitori nella Wichita Children's Home (casa dei bambini abbandonati). Olive Ann iniziò a frequentare la scuola pubblica di Paola e fin da piccola dimostrò un acuto senso degli affari. A sette anni aveva già un suo conto bancario e a undici la madre si accordò con la banca perché Olive Ann potesse emettere assegni e pagare i conti di famiglia.
Nel 1917 la famiglia si trasferì a Wichita dove Olive Ann si iscrisse alla American Secretarial and Business College di Wichita dove studiò stenografia e contabilità.
A 18 anni trovò impiego ad Augusta (Kansas) nella Staley Electric Company, (o Staley Electrical Company)
una ditta di impianti elettrici, ma dopo quattro anni la ditta chiuse a causa della morte del proprietario.

### L'incontro con il mondo dell'aeronautica
Nel 1925 venne assunta nella Travel Air, l'impresa aeronautica fondata da Clyde Cessna, Lloyd Stearman, Walter P. Innes Jr. e Walter Herschel Beech, il 26 gennaio nello stesso anno [1925],
come segretaria e contabile. Dei dodici dipendenti era l'unica donna e l'unica a non avere la licenza di pilota e conoscenza specifica del mondo dell'aeronautica. Tuttavia, era in grado di apprendere e desiderosa di imparare: si fece spiegare, dal capo ingegnere, basandosi su un disegno, le funzioni di tutti i principali componenti di un aereo. Poco interessata agli aspetti tecnici, pare abbia usato questo disegno per addestrare le segretarie successivamente assunte dalla compagnia. Per quanto riguarda il volo non lo amava e aveva paura delle acrobazie aeree.
Olive Ann Mellor imparò il lavoro da zero occupandosi della corrispondenza, della conservazione della documentazione, della conduzione di transazioni e della gestione dell'ufficio. Fu ben presto promossa a responsabile dell'ufficio e segretaria di Walter Beech come riconoscimento del suo intuito finanziario e commerciale.

Nel 1929, anno in cui iniziò la grande depressione, venne annunciata la fusione della Travel Air con la Curtiss-Wright.
Nel 1930 Olive e Walter si sposarono. Walter Beech divenne presidente della Curtiss-Wright, ma la società decise di chiudere lo stabilimento di Wichita e spostare la produzione a Saint Louis (Missouri). I Beech si dovettero trasferire a New York City, sede degli uffici dell'impresa, dove Walter si occupava delle vendite.

### The First Lady of Aviation
Nel 1932 Walter Beech decise di tornare nel Kansas e fondare con la moglie una nuova impresa: la Beech Aircraft Company, con sede in una piccola fabbrica presa in affitto,
riassumendo la manodopera della Travel Air.

Intendeva occuparsi di piccoli aerei per uso prevalentemente commerciale. Il primo modello prodotto, il Beech Staggerwing (Beechcraft Model 17 Staggerwing)
un biplano con cinque posti, uscì dallo stabilimento il 4 novembre 1932. Olive Beech era segretaria e tesoriera della ditta. Il periodo era difficile e le vendite scarse.

La Beechcraft venne trasferita in quella che sarebbe stata la sede definitiva nel 1934 (in East Central Avenue), sede che era stata della Travel Air.
Nel 1936 i Beech riorganizzarono la ditta e Olive venne inserita nel consiglio di amministrazione. Convinse il marito a far partecipare lo Staggerwing alla competicione aerea Bendix Transcontinental Trophy Race, ma facendolo pilotare da una donna. Voleva così dimostrare che l'aereo, a differenza di quelli costruiti in quel periodo dalla concorrenza, poteva essere pilotato facilmente, senza sforzo. Le due donne Louise Thaden, pilota, e Blanche Noyes, copilota, vinsero la traversata da New York a Los Angeles (prime donne a vincere quella competizione).
Nel 1937 nacque la prima figlia Suzanne e nel 1940 la seconda figlia Mary Lynn. Nello stesso anno il marito venne ricoverato in ospedale per encefalite, dove rimase per quasi un anno. Walter Beech non fu in grado di guidare l'impresa negli anni successivi e Olive dovette prenderne le redini.
Nel 1938 le vendite erano salite a oltre un milione di dollari.
Durante la seconda guerra mondiale la Beech Aircraft ebbe una crescita esponenziale: da poche centinaia i dipendenti aumentarono a oltre 4 000.
Ottenne prestiti per cinquanta milioni di dollari da 36 banche per convertire l'azienda verso produzioni militari.
Il bimotore Beechcraft Model 18, il cui primo volo risale al 15 gennaio 1937, verrà prodotto in grandi quantità e numerose versioni anche dopo la guerra. Sarà usato per l'addestramento della maggior parte degli equipaggi dei bombardieri.
Gli ordinativi dei modelli 17 e 18 furono imponenti, tanto che la produzione non riusciva a tenere il passo. Alla fine della guerra gli aerei prodotti furono 7 300. La Beechcraft fu premiata con cinque Army-Navy "E" Award.
Olive Ann, nel dopoguerra, quando i dipendenti scesero a 2 600 nel 1949, pensò di diversificare la produzione costruendo macchine per la mietitura del mais, la raccolta del cotone, lavatrici e anche piatti da torta.
Nel 1947 iniziò la produzione del Bonanza, che nelle sue numerose versioni, si rivelò uno degli aerei da turismo con un solo motore a pistoni più longevi mai realizzati.
Dopo la morte del marito per infarto nel 1950, continuò a condurre la società fino al 1968 e fu la forza trainante per un'ulteriore espansione.
Durante la Guerra di Corea (1950–53) venne ordinato un bimotore da addestramento e trasporto.
Il progetto iniziò nel 1951 col nome Beechcraft XT-36 (Model 46). Venne realizzato un nuovo stabilimento per la produzione, ma non venne costruito nemmeno un esemplare, perché l'ordine fu annullato.

Dopo il periodo di crisi post-bellico, Olive Beech riuscì a inserirsi nella produzione missilistica e spaziale.
Dal 1963 al 1975 le vendite salirono da 74 a 267 milioni di dollari.
Nel 1968 Olive Beech si ritirò dalla conduzione, ponendo il nipote Frank I. Hedrick alla direzione esecutiva della Beech Aircraft.
La vendita della Beechcraft alla Raytheon, nel 1879 (1980), le procurò entrate per circa 600 milioni di dollari. Continuò a far parte del consiglio di amministrazione della Raytheon per il resto della vita, anche se nel 1982 lasciò gli incarichi direttivi, mantenendo solo un ruolo onorifico.
Ricoprì anche importanti cariche nella sua città. Fu direttrice della Union National Bank e membro della locale Camera di commercio.
Nel corso della sua vita ha sostenuto diverse organizzazioni culturali,
umanitarie e religiose (era metodista) tra cui la Croce rossa, la Young Women's Christian Association, la First Methodist Church di Wichita.
Morì per insufficienza cardiaca a Wichita, lasciando le due figlie Suzanne Beech Warner (residente a Boulder City, Nevada) e Mary Lynn Oliver (residente a Wichita) e tre nipoti.
È sepolta nel cimitero Old Mission Mausoleum di Wichita.

## Onorificenze
- Nel 1943 il New York Times la incluse tra le 12 donne più importanti degli Stati Uniti.[1][2]
- Nel 1956 il settimanale di economia Business Week pubblicò una sua foto in copertina e un articolo.[2]
- Nel 1970 Fortune l'ha inclusa tra le dieci più importanti donne d'affari.[34]
- Nel 1973 venne inserita nella National Aviation Hall of Fame.[20]
- Nel 1980 la National Aeronautic Association degli Stati Uniti le concesse il Wright Brothers Memorial Trophy per i suoi contributi nel settore aeronautico.[35]
- Nel 1981 ricevette il Distinguished Achievement Award dal Wings Club.[36]
- Nel 1982 ebbe la Laurea honoris causa in Business Administration dalla Wichita State University.[6][37]
- Nel 1983 fu inserita nell'American National Business Hall of Fame.[38]
- Nel 1986 è stata inserita nella Kansas Aviation Hall of Fame.[39]
- L'Esercito della Salvezza di Wichita ha una sala a lei intitolata: Olive Ann Beech Hall.[40]